# Lekkoatletyka na Letnich Igrzyskach Olimpijskich 1904 – bieg na 400 metrów przez płotki

Bieg na 400 metrów przez płotki podczas igrzysk olimpijskich w 1904 w Saint Louis rozegrano 31 sierpnia 1904 na stadionie Francis Field należącym do Washington University. Startowało 4 lekkoatletów, wszyscy ze Stanów Zjednoczonych. Rozegrano od razu finał.

## Rekordy
| Rekord świata     | 57,2 | Georges Filliâtre | Paryż (Francja) | 28 czerwca 1903 |
| Rekord olimpijski | 57,6 | Walter Tewksbury  | Paryż (Francja) | 15 lipca 1900   |

## Finał
| lp | Imię i nazwisko | Wiek | Reprezentacja     | Czas | Uwagi |
| -- | --------------- | ---- | ----------------- | ---- | ----- |
| 1  | Harry Hillman   | 22   | Stany Zjednoczone | 53,0 |       |
| 2  | Frank Waller    | 20   | Stany Zjednoczone | 53,2 |       |
| 3  | George Poage    | 23   | Stany Zjednoczone | nn   |       |
| 4  | George Varnell  | 21   | Stany Zjednoczone | nn   |       |

Hillman prowadził od początku, ale potrącił 8. płotek i niemal upadł. Waller dogonił go na 9. płotku, ale Hillman odzyskał rytm i zwyciężył o 2 metry. Był to jego drugi złoty medal na tych igrzyskach. Poage stracił do Wallera ok. 30 metrów. Jego 3 miejsce było pierwszym miejscem medalowym w historii igrzysk osiągniętym przez Afroamerykanina, chociaż niektórzy historycy uważają, że wcześniej tego samego dnia 2. miejsce zajął inny ciemnoskóry zawodnik, Joseph Stadler w skoku wzwyż z miejsca.
Wynik Hillmana nie mógł być uznany za rekord olimpijski, ponieważ potrącił on płotek, co w myśl ówczesnych przepisów wykluczało uznanie wyniku za rekord, a poza tym wysokość płotków była niższa od przepisowej.